# Ljubša
Ljubša je 17671. najbolj pogost priimek v Sloveniji, ki ga je po podatkih SURSa na dan 4. marc. 2010 uporabljalo 11 oseb.

## Znani nosilci priimka
- Matija Ljubša, slovenski zgodovinar, kurat